# Tommy Smith (racerförare)
Tommy Smith, född 6 juni 2002 i Melbourne, är en australisk racerförare som 2021 tävlar i Formel Renault Eurocup.

## Karriär

### Nya Zeeland Formel Ford
Smiths första singelsitsserie var ett Formel Ford-mästerskap i Nya Zeeland. Smith avslutade säsongen på 18:e plats med en 3:e plats på Teretonga Park som bästa resultat. Smith slutade 596 poäng efter mästaren, Nya Zeeland, Callum Hedge.

### F3 Asiatiskt Mästerskap
Smiths första år i F3 Asiatiskt Mästerskap var 2019. Körning för Pinnacle Motorsport, Smiths högsta mål var 8:e plats vid det allra sista loppet i Shanghai, detta tillsammans med ytterligare 5 poäng som gjorde poäng och placerade Smith 18:e i mästerskapet. För säsongen 2019-20 gick Smith med i Absolute Racing tillsammans med den inledande W-mästaren Jamie Chadwick och FIA F3-föraren Devlin DeFrancesco. Smith avslutade säsongen 48 poäng med den högsta poängrundan vid Chang International Circuit där han placerade 6:e två gånger och 9:e i lopp 2. Allt detta uppgick till en 10:e plats, 218 poäng efter mästaren Joey Alders.

### Formel Renault Eurocup
Det meddelades att Smith skulle tävla för det italienska laget JD Motorsport tillsammans med finländsk William Alatalo. På grund av effekterna av covid-19 kunde Smith dock inte tävla.